# Bugatti & Gulinelli

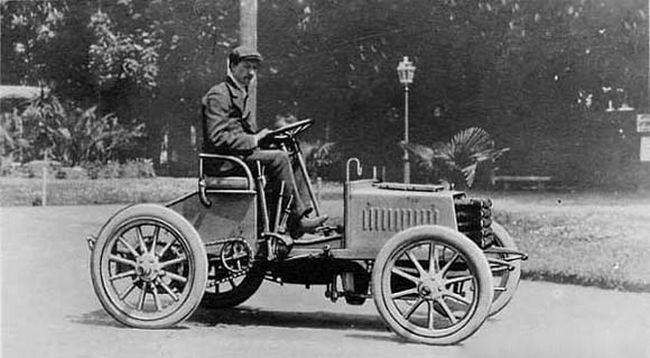
Bugatti & Gulinelli Type 2

Bugatti & Gulinelli war ein italienischer Hersteller von Automobilen.

## Unternehmensgeschichte
Der Graf Gian Oberto Gulinelli wurde auf den 19-jährigen Techniker Ettore Bugatti aufmerksam, als sie beide im Mai 1900 im gleichen Autorennen Klassensieger wurden: Bugatti in der Tricyle- und Gulinelli in der Quadricycle-Kategorie.
Gemeinsam gründeten sie 1901 in Ferrara das Unternehmen und begannen mit der Produktion von Automobilen. 1902 endete die Produktion nach nur wenigen hergestellten Exemplaren, als Ettore Bugatti zu De Dietrich wechselte.

## Fahrzeuge
Das einzige Modell hatte einen Vierzylindermotor mit 3054 cm³ Hubraum, der vorne im Fahrzeug montiert war und über eine Kette die Hinterachse antrieb. Die offene Karosserie bot Platz für zwei Personen. Die bauartbedingte Höchstgeschwindigkeit war mit 65 km/h angegeben. Dieses Modell wurde im Mai 1901 auf einer Ausstellung in Mailand mit einer Goldmedaille ausgezeichnet.